# Moçambiques damlandslag i fotboll
Moçambiques damlandslag i fotboll representerar Moçambique i fotboll på damsidan. Dess förbund är Federação Moçambicana de Futebol.